# Dusona anomala
Dusona anomala är en stekelart som först beskrevs av André Seyrig 1935.  Dusona anomala ingår i släktet Dusona och familjen brokparasitsteklar. Inga underarter finns listade i Catalogue of Life.